# 保育学科
保育学科（英語：nursery department）とは、日本の大学に設置されている学科である。

## 特徴
- 又、保育学科の名称を用いずに、｢子ども保育・教育専攻｣という名称を用いる大学も存在する。

## 大学一覧

### 短期大学
- 四条畷学園短期大学
- 四天王寺大学　短期大学部
- 大阪国際大学　短期大学部
- 大阪芸術大学　短期大学部

### 大学
- 京都光華女子大学
- 平安女学院大学
- 桜花学園大学 教育保育学部 教育保育学科